# Elecciones al Parlamento Europeo de 1984
Las elecciones de 1984 al Parlamento Europeo fue la primera desde la elección inaugural de 1979 y la ampliación de 1981 de la Comunidad Europea para incluir a Grecia. También fue la última antes de la adhesión de España y Portugal en 1986.
Los resultados mostraron a los diputados del ala de centro-izquierda y derecha beneficiándose a costa de la extrema izquierda y la centro-derecha. Los socialistas consolidaron su posición como el mayor grupo en el Parlamento y no hubo cambios notables para los grupos más pequeños, con los eurodiputados de extrema derecha que formaron un grupo y la coalescencia del grupo regionalista verde conocido como "Arcoiris". La participación total se redujo al 61%. No se obtuvo una mayoría.
Al igual que en las anteriores elecciones de 1979, los socialdemócratas ganaron en estos comicios. Sin embargo, a diferencia de lo que ocurrió en 1979, consiguieron acceder al poder, formando una coalición de Gobierno de socialdemócratas, comunistas, ultraizquierdistas, liberales, verdes y regionalistas. Los democristianos y los conservadores fueron desalojados del Gobierno.

## Pre-elección

### Cambios de escaños
El número de escaños fue el mismo que antes de cada Estado miembro que participó en las elecciones de 1979. Grecia, que se había unido en 1981, se asignó 24 nuevos escaños. Esto eleva el número de escaños a 434 desde 410.

## Elección y reagrupamiento
Los socialistas aumentaron su participación por seis escaños a 130 escaños, frente a los 124 antes de las elecciones. La Alianza Democrática (anteriormente Demócratas Progresistas) también obtuvo ganancias, un aumento de siete a 29 escaños.El Partido Popular, los demócratas, comunistas y liberales perdieron todos escaños. El Frente Nacional de Francia y el Movimiento Social Italiano fundó un grupo llamado la "derecha europea": el primer grupo de extrema derecha en el Parlamento. El Grupo Técnico de Independientes fue reemplazado por el Grupo Arco Iris, una mezcla de verdes y regionalistas.

## Resultados finales
| Resultados finales | Resultados finales | Resultados finales               | Resultados finales                                                | Resultados finales | Resultados finales | Resultados finales |
| Grupo              | Grupo              | Descripción                      | Líder                                                             | Miembros           | Miembros           | Miembros           |
| ------------------ | ------------------ | -------------------------------- | ----------------------------------------------------------------- | ------------------ | ------------------ | ------------------ |
|                    | PES                | Socialdemócratas                 | Rudi Arndt                                                        | 130                |                    |                    |
|                    | EPP                | Democristianos                   | Egon Klepsch                                                      | 110                |                    |                    |
|                    | ED                 | Conservadores                    | Henry Plumb                                                       | 50                 |                    |                    |
|                    | COM                | Comunistas y Ultraizquierdistas  | Gianni Cervetti                                                   | 41                 |                    |                    |
|                    | LD                 | Liberales                        | Simone Veil                                                       | 31                 |                    |                    |
|                    | EDA                | Conservadurismo nacionalista     | Christian de La Malène                                            | 29                 |                    |                    |
|                    | RBW                | Política verde y Regionalismo    | Else Hammerich Jaak Vandemeulebroucke Bram van der Lek Paul Staes | 20                 |                    |                    |
|                    | ER                 | Nacionalistas y Ultraderechistas | Jean-Marie Le Pen                                                 | 16                 |                    |                    |
|                    | NI                 | Independientes                   | ninguno                                                           | 7                  | Total: 434         | Fuentes:           |

- Datos: Q1376075
- Multimedia: European Parliament election, 1984 / Q1376075